# Stylus (extensión de navegador)
Stylus es un administrador de estilos de usuario, una extensión del navegador para cambiar la apariencia de las páginas web.

## Historia
Stylus fue una bifurcación de Stylish para Chrome surgida en 2017, tras la compra de Stylish por parte de la empresa de análisis llamada SimilarWeb. El objetivo inicial era «eliminar todos los análisis y volver a una interfaz de usuario más fácil de usar». Restauró la interfaz de usuario de Stylish 1.5.2 y eliminó Google Analytics.

## Recepción
Martin Brinkmann informó en mayo de 2017 de que «Stylus funciona como se esperaba». En diciembre de 2020, Stylus tenía más de 400 000 usuarios en Google Chrome y casi 70 000 usuarios en Firefox. Al mismo tiempo, tenía una calificación promedio de 4,6 estrellas en Chrome Web Store y 4,5 estrellas en complementos de Firefox.